# Комодор Амига 2000
Комодор Амига 2000 (AMIGA 2000) је кућни рачунар, производ фирме Комодор (Commodore) који је почео да се израђује у САД током 1987. године.
Користио је Motorola MC 68000 као централни микропроцесор а RAM меморија рачунара AMIGA 2000 је имала капацитет од 512k или 1Mb (512K CHIP, 512K FAST на плочи), зависно од модела.
Као оперативни систем коришћен је AMIGA WorKBench 1.3, Kickstart 1.2, 1.3 затим 2.04.

## Детаљни подаци
Детаљнији подаци о рачунару  2000 су дати у табели испод.
|                       | |
| 2000                  | |
| Произвођач            | Комодор                                                                                                   |
| Тип                   | кућни рачунар                                                                                             |
| Меморија              | 512k или 1Mb (512K CHIP, 512K FAST на плочи), зависно од модела                                           |
| Поријекло             | Сједињене Америчке Државе                                                                                 |
| Година                | 1987 |
| Тастатура             | тастатура са пуним помаком тастера са посебном нумеричком тастатуром и тастери смјера                     |
| Процесор              | |
| Фреквенција процесора | 7,14 |
| RAM                   | 512k или 1Mb (512K CHIP, 512K FAST на плочи), зависно од модела                                           |
| ROM                   | 256 (DOS 1.2)                                                                                             |
| Текст                 | 60 x 32 / 80 x 32                                                                                         |
| Графика               | 320 x 256 / 320 x 512 / 640 x 256 / 640 x 512                                                             |
| Боја                  | 32 (за 320 x X modes), 16 (за 640 x X modes) између 4096 + 2 посебна мода EHB (64 боје) + HAM (4096 боја) |
| Звук                  | 4 гласа 8-бит PCM                                                                                         |
| Димензије             | непознато                                                                                                 |
| Портови               | |
| Оперативни систем     | |